# Concession de la découverte

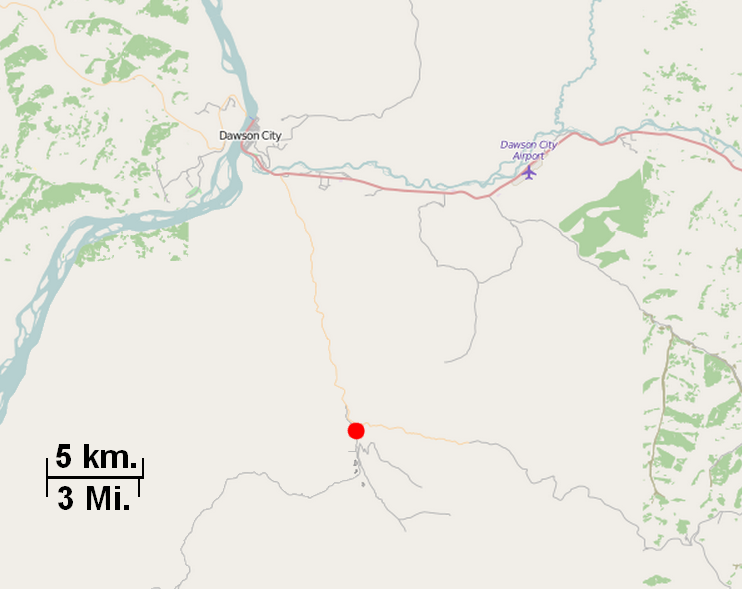
Carte montrant la concession de la découverte par rapport à Dawson City en haut à gauche et l'aéroport de Dawson City en haut à droite

La concession de la découverte (anglais : Discovery Claim) aussi connu sous le nom de concession no 37903 est une concession de Bonanza Creek , un cours d'eau du Yukon, au Canada. C'est le site où, dans l'après-midi du 16 août 1896, la première pépite d'or fut découverte au Yukon par des prospecteurs. Le site est considéré comme l'endroit où la ruée vers l'or du Klondike a été déclenchée. Il est situé vers 17 km au sud-sud-est de Dawson City. La concession de la découverte a été désignée lieu historique national du Canada le 13 juillet 1998.

## Découverte
Le 16 août 1896, George Carmack, un prospecteur américain, son épouse Tagish Kate (nom de naissance Shaaw Tláa), son frère Skookum Jim (nom de naissance Keish) et leur neveu Dawson Charlie (K̲áa Goox̱) s'immobilisèrent sur les rives de l 'un des affluents de la rivière Klondike appelé Bonanza Creek, alors appelé Rabbit Creek. Ils étaient à cet endroit suivant la suggestion d'un autre prospecteur, Robert Henderson. L'un d'eux a remarqué un objet brillant dans l'eau. C'était de l'or et Carmack s'est vu attribuer le crédit de la découverte. On ne sait pas si c'est George Carmack ou Skookum Jim qui a fait la découverte, mais le groupe a décidé de nommer George Carmack comme découvreur officiel, craignant que les autorités minières hésitent à reconnaître une revendication faite par un Indien,,.

## Jalonnement
Le 17 août 1896, ils avaient jalonné quatre concessions dont la première à Bonanza Creek. Deux étaient pour George Carmack car, à cette époque, être le premier à découvrir de l’or dans une zone donnait le droit de réclamer une autre concession. Les deux autres concessions ont été jalonnées sous les noms de Skookum Jim et Dawson Charlie. 

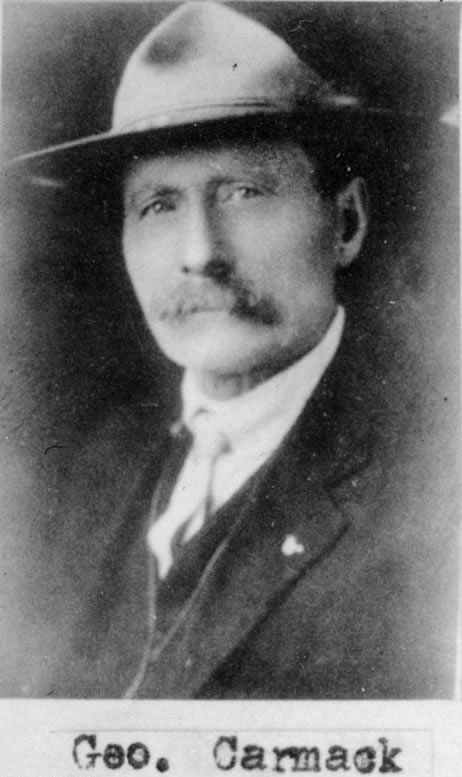
George Carmack , qui a réclamé la découverte
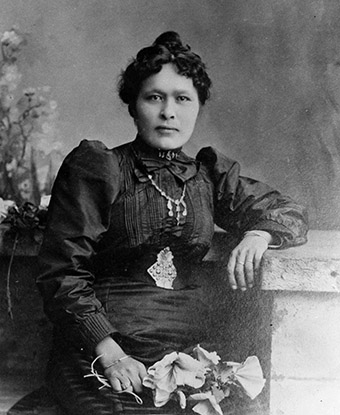
Kate Carmack , sa femme, portant son célèbre collier de pépites d'or, 1898
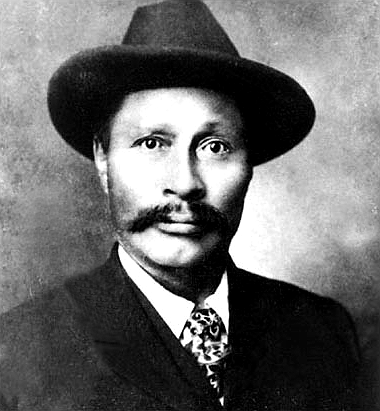
Skookum Jim , l'un des découvreurs, 1898
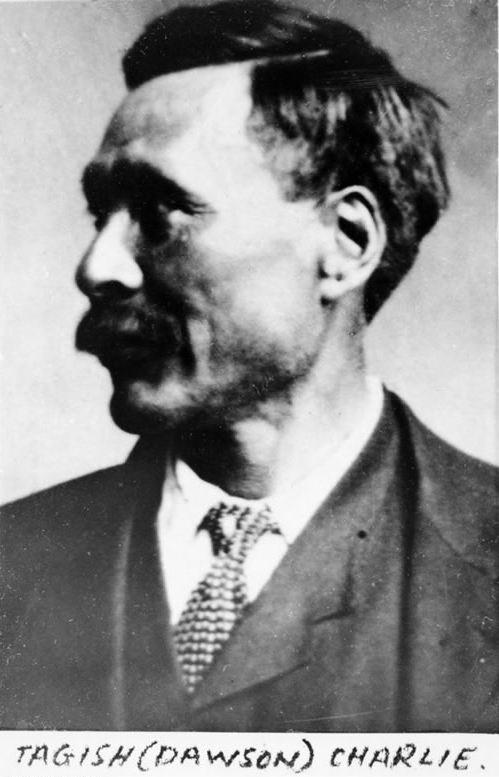
Dawson Charlie

## Enregistrement et exploitation
Ils enregistrèrent les concessions le mois suivant en date du 24 septembre. L'enregistrement a eu lieu au poste de police de Forty Mile à 80 km l'embouchure de la rivière Forty Mile,,,.
La revendication initiale est décrite légalement comme étant la concession 37903, un a une dimension de 152,4 mètres par 609,6 mètres.
George Carmack, Skookum Jim et Dawson Charlie exploita la concession durant les quatre années suivantes, jusqu'à ce que George quitte Kate, la sœur de Jim, ce qui mit fin à leur partenariat. à partir de 1903, la Lewes River Mining and Dredge drague la concession. Skookum Jim vent la sienne en 1904. À partir de 1911, on décide de célébré à Dawson City le « jour de la découverte ». Cette journée est maintenant une fête du Yukon célébrée le 3e lundi d'août.

## Commémoration
À partir de 1971, Parcs Canada fait l'acquisition des baux miniers expirés de la région dans le but d'en faire la commémoration. La concession de la découverte n'y est cependant pas inclus. La concession est acquise en 1996 par la Klondyke Centennial Society qui gère ensuite le site. Le 13 juillet 1998, la commission des lieux et monuments historiques du Canada désigne la concession comme lieu historique national du Canada.
Un sentier mettant en valeur le site est ouvert en 2011.

## Remarques
1. ↑  To add even more confusion to the question of who deserved credit for the discovery of gold on Bonanza Creek, Robert Henderson and many of his contemporaries threw his name into the ring. Recent historiography discusses the efforts of Henderson to obtain compensation for his missed opportunity. Despite the fact Henderson made disparaging remarks about Skookum Jim and Dawson Charlie, there were many proponents in favor of a Canadian (i.e. Henderson) receiving credit for the strike instead of the American Carmack[5].